# Comuna de Trzebiatów
Trzebiatów (polaco: Gmina Trzebiatów) é uma gminy (comuna) na Polónia, na voivodia de Pomerânia Ocidental e no condado de Gryficki.
De acordo com os censos de 2007, a comuna tem 16 836 habitantes, com uma densidade 74,7 hab/km².

## Área
Estende-se por uma área de 225,44 km².

## Demografia
De acordo com dados de 2005, o rendimento médio per capita ascendia a 1853,73 zł.